# ARMA 3
ARMA 3 (ook wel Arma III) is een militair simulatiespel dat gespeeld kan worden in first-person en third-person. Het spel is ontwikkeld door Bohemia Interactive voor Microsoft Windows, (SteamOS, Linux, MacOS zijn ondersteund maar hebben veel beperkingen).

## Het spel

### Campagne
ARMA 3 ligt in de nabije toekomst midden 2030, waar NAVO troepen proberen een grootschalige belegering van Iran (CSAT) tegen te houden. Tijdens de singleplayer campagne zal de speler in de schoenen staan van een Amerikaanse militair, korporaal Kerry. De speler moet voornamelijk proberen te overleven nadat zijn vriendelijke krachten zijn omgekomen in een NAVO operatie. Tijdens de campagne zal de speler te maken krijgen met overleven in hevige gevechten tot het commanderen van grootschalige operaties. De speler heeft tijdens deze operaties de mogelijkheden verschillende soorten hulpmiddelen te gebruiken, zoals: UAV's, artillerie en luchtondersteuning.
ARMA 3 speelt zich af op de Griekse eilanden Altis (Limnos) en Stratis (Agios Efstratios). Altis is het grootste officiële terrein gemaakt in de ArmA reeks. De oppervlakte is 270 km². Stratis heeft een oppervlakte van 20 km².

## Ontwikkeling
ARMA 3 gebruikt de nieuwste versie van Bohemia Interactive's eigen game engine, Real Virtuality. Nieuwe mogelijkheden in ARMA 3 zijn onder andere:
- Nieuwe wapens en uniformen
- Een verbeterd editor
- Mogelijkheden om onderwater te gaan
- Ragdoll physics
- Grafisch verbeterd

### Bekendmaking
Bohemia Interactive maakte op 19 mei 2011 officieel bekend ARMA 3 te gaan ontwikkelen. In juni 2012 kwam er een alfaversie tevoorschijn die werd gedemonstreerd door E3. Hierin werden voornamelijk de nieuwe physics en de nieuwe onderwaterwereld getoond.

### Alfa- en bètaversie
Op 5 maart 2013 werd er een alfaversie van het spel gelanceerd. Hierin konden de spelers de vorderingen ervaren en de ontwikkelaars helpen met het rapporteren van bugs. De alfaversie was vrij te downloaden. Op 25 juni 2013 werd de bètaversie gelanceerd.

### Lancering
Op 12 september 2013 werd ARMA 3 officieel uitgegeven. In deze versie zaten veel verbeteringen van fouten die eerder gemeld werden. Ook kwam het eerste deel van de campagne vrij. Het spel zal blijvend bijgewerkt worden.

### DLC
Sinds 2018 zijn er 8 DLC-pakketten beschikbaar:
- Arma 3 Helicopters (Voegt meerdere helikopters toe.)
- Arma 3 Karts (Voegt karts toe en racekleding en een starterpistool en nieuwe racegamemodi.)
- Arma 3 Zeus (Een gratis DLC waarmee de speler zijn eigen scenario's kan maken en van bovenaf kan besturen.)
- Arma 3 Marksmen (Voegt sluipschutters, sluipschutterkleding en nieuwe wapens toe. Ook worden er meerdere machinegeweren toegevoegd.)
- Arma 3 Apex. (Voegt nieuwe transportmiddelen, wapens en personages toe. Ook wordt er een nieuwe map (Tanoa) toegevoegd. Aan deze DLC wordt ook nog een nieuwe Campaignreeks toegevoegd.)
- Arma 3 Jets (16-5-2017). (voegt 3 nieuwe jets en een nieuwe drone toe aan het spel voor de DLC eigenaars, daarnaast is er voor de "vanilla Arma3" gebruikers een nieuw object bijgekomen namelijk een vliegdekschip: de CVN-83 USS Freedom. Naast de USS Freedom zullen alle vanilla Arma3 jet vliegers kunnen genieten van een upgrade voor alle vliegtuigen: Sensors, hitpoints, dynamische voertuig bewapening en ook een compleet nieuwe showcase om te leren omgaan met de jets.)
- Arma 3 Tanks (Voegt meerdere tanks en raketwerpers toe.)
- Arma 3 Contact (Voegt nieuwe wapens, voertuigen, en een singleplayer campagne toe. Ook wordt er een nieuwe map (Livonia) toegevoegd.